# Kawasaki Ninja ZX-10R
De Kawasaki Ninja ZX-10R is een extreme motor van de Japanse motorfietsenproducent Kawasaki. Het 2007-model was dermate extreem dat het model voor 2009 meer feedback moet geven aan de bestuurder en prestaties afgezwakt werden zodat het beter handelbaar was.